# Robert Schiff (Maler, 1869)

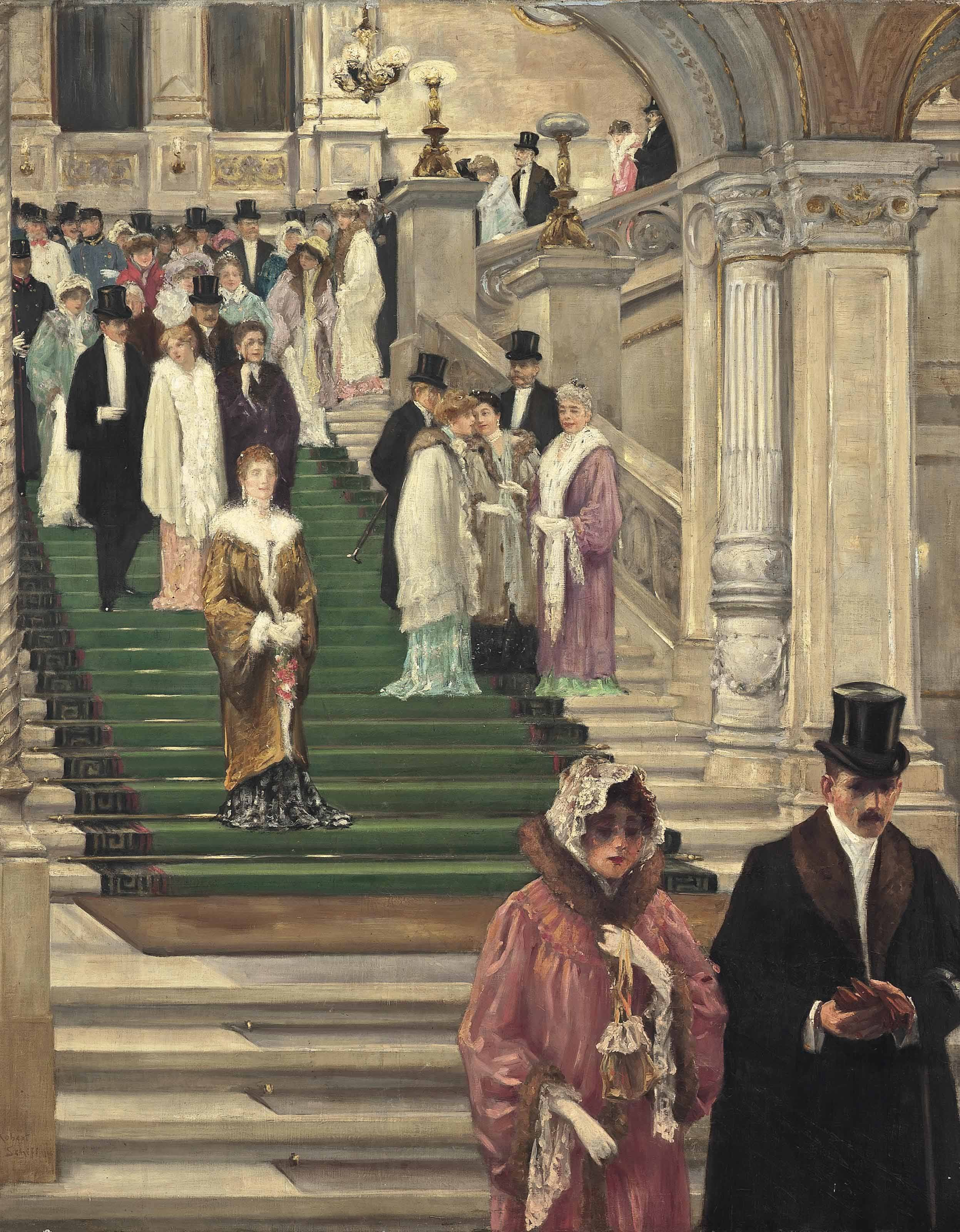
Publikum verlässt die Wiener Oper (1900)

Robert Schiff (* 18. Januar 1869 in Wien; † 1. Juni 1935 ebenda) war ein österreichischer Porträt- und Genremaler.
Schiff studierte Malerei seit 1886 an der Akademie der bildenden Künste Wien.
Schiff wurde am 20. Oktober 1890 in das Matrikelbuch der Akademie der Bildenden Künste München eingetragen, konnte jedoch das Studium aus gesundheitlichen Gründe nicht antreten und wurde gestrichen. 1897 heiratete er in Wien die Schauspielerin Gina Eibenschütz (* 17. Oktober 1869 in Budapest; † 1956 in Argentinien). Sie war die Tochter des Kantors am Budapester Stadttempel David Eibenschütz.
Schiff war Mitglied des Wiener Künstlerhauses und von 1902 bis 1905 des Hagenbundes.
Schiff galt als Maler der Wiener mondänen Gesellschaft, der u. a. ein Bildnis des österreichischen Kaisers Franz Josef angefertigt hatte. Viele seiner Werke erschienen in Form von Postkarten.
Seine Werke wurden in der Österreichischen Galerie Belvedere vom 7. Mai bis 26. Oktober 1993 im Rahmen der Hagenbund-Ausstellung „Die verlorene Moderne“. (Der Künstlerbund Hagen 1900–1938) ausgestellt.
Sein Sohn Friedrich Schiff wurde ebenfalls Maler und bekannt mit seinen bunten Karikaturen des täglichen Lebens in Shanghai der 1930er und 1940er Jahren.